# 권영민 (문학평론가)
권영민(한국 한자: 權寧珉, 1948년 10월 5일~)은 대한민국의 국문학자이며 문학 평론가 겸 언어학자로, 2013년 2월 이후부터 서울대학교 국어국문학과 명예교수이고, 2015년 8월 이후부터 단국대학교 국어국문학과 석좌교수이기도 하다.
1948년 충남 보령에서 출생하였고 서울대학교를 나온 이후 동 대학원에서 문학 박사 학위를 받았다. 1971년 대학 재학 시절 『중앙일보』 신춘문예에 평론 「오노마토포이아의 문학적 한계성」이 당선되면서 평론 활동을 시작하였다. 1981년부터 2012년까지 서울대학교 국어국문학과 교수를 역임하였고 미국 하버드대와 버클리대에서 한국문학 초빙교수, 도쿄 대학 언어학과에서 한국문학 객원교수를 거쳐 현재 서울대 명예교수, 단국대 석좌교수에 있다.

## 저서
- 《한국 현대문학사》
- 《한국계급문학운동연구》
- 《우리문장강의》
- 《서사양식과 담론의 근대성》
- 《한국문학 50년》
- 오감도의 탄생
- 정지용 전집

## 이외 이력
- 서울대학교 국어국문학과 명예교수
- 단국대학교 국어국문학과 석좌교수
- 국민의당 상임고문 겸 당무위원
- 미국 하버드 대학교 언어학과 객원교수
- 일본 도쿄 대학교 언어학과 객원교수
- 미국 캘리포니아 대학교 버클리 언어학과 초빙교수